# Strange House
Strange House é o álbum de estréia da banda de garage rock britânica The Horrors, lançado em 2007.
Todas as faixas do álbum são influencias pelo estilo punk e freakbeat, apresentando um som mais cru e vocais mais intensos. Influencia está que foi abandonada, ou destilada, no álbum seguinte, Primary Colours.

## Faixas
1. "Jack The Ripper" - 3:00
2. "Count In Fives" - 3:13
3. "Draw Japan" - 3:23
4. "Gloves" - 2:50
5. "Excellent Choice" - 2:53
6. "Little Victories" - 2:39
7. "She Is The New Thing" - 3:21
8. "Sheena Is A Parasite" - 1:42
9. "Thunderclaps" - 3:06
10. "Gil Sleeping" - 4:51
11. "A Train Roars" - 6:54
12. "Death at the Chapel" - 2:19 (faixa bónus)